# Andrea Jaeger
Andrea Jaeger (* 4. Juni 1965 in Chicago, Illinois) ist eine ehemalige US-amerikanische Tennisspielerin.

## Karriere
Sie begann ihre Tenniskarriere mit 14 Jahren und wurde mit Siegen über Chris Evert und Martina Navrátilová bald die Nummer 2 der Welt. Eine schwere Schulterverletzung beendete ihre Profilaufbahn, als sie noch nicht einmal 20 Jahre alt war.
Höhepunkte ihrer Karriere waren das Erreichen der Endspiele der French Open 1982 und der englischen Tennismeisterschaften in Wimbledon 1983, die sie beide gegen Martina Navrátilová verlor.
Zwischen 1981 und 1983 spielte sie außerdem neun Partien für die US-amerikanische Fed-Cup-Mannschaft, von denen sie nur eine einzige verloren hat.

## Persönliches
Ihre ältere Schwester Susie war ebenfalls Tennisprofi.
Nach ihrem Karriereende ging sie ans College und studierte Theologie. Nach ihrem Studium gründete sie 1990 die Silver Lining Foundation, die sich zum Ziel gesetzt hat, junge Krebspatienten zu betreuen.
Zu den Unterstützern ihrer Stiftung gehören so prominente Personen wie John McEnroe, Andre Agassi, Pete Sampras, Kevin Costner und Cindy Crawford.
Am 16. September 2006 wurde sie dominikanische Nonne der anglikanischen Kirche. 2009 verließ Schwester Andrea den Orden wieder.
Im Juni 2022 erhob sie gegen eine damalige WTA-Mitarbeiterin Vorwürfe der mehrfachen sexuellen Belästigung während ihrer aktiven Karriere.